# Povl Stegmann
Povl Christian Stegmann (26. července 1888 Aarhus – 30. listopadu 1944 Aalborg) byl dánský architekt, který se proslavil především účastí na vítězném projektu v architektonické soutěži na celý kampus Aarhuské univerzity ve spolupráci s Kayem Fiskerem a Christianem Frederikem Møllerem, krajinářské řešení celého areálu navrhl Søren Carl Theodor Marius Sørensen.
Původní kampus univerzity byl v roce 2006 vybrán mezi dvanáct nejvýznamnějších architektonických a krajinářských děl Dánska a zapsán na seznam tzv. Dánského kulturního kánonu. Stále čtené jsou jeho texty o architektuře, zejména o rodinných domech. Jeden z článků také významně přispěl k realizaci Aarhuské radnice (víceméně) podle původního vítězného projektu. Povl Stegmann byl zastřelen v roce 1944, během nacistické okupace Dánska. 

## Život a kariéra

### Studia a mládí
Povl Stegmann se narodil ve městě Aarhus, vyučil se zedníkem a poté nastoupil na Aarhuskou technickou školu, kde v roce 1908 složil maturitu. V letech 1909–1919 studoval architekturu na Dánské královské akademii výtvarných umění u Antona Rosena a Hacka Kampmanna. Mezi jeho spolužáky patřili Kay Fisker, Aage Rafn a Einer Dyggve, kteří se společně se Stegmannem podíleli na rozvoji stylu Skønvirke, který je kombinací německého Jugendstilu, francouzské secese a dánského historicismu (v pozdějších letech se stal zastáncem funkcionalismu). Jeho prvním realizovaným dílem byl projekt dvoupatrové budovy venkovského domu v Kokkedalu (1918–1919). Během prvních let svého působení v Kodani pracoval v ateliéru Hacka Kampmanna.

### Ateliér vAarhusu
Po působení v Kodani, na počátku 20. let dlouho cestoval (Itálie a východní země: navštívil mimo jiné Kolombo, Bangkok či Singapur), poté se usadil v rodném Aarhusu, kde si v roce 1924 otevřel vlastní ateliér a současně získal pedagogické místo na zdejší střední technické škole. Řadu studentů techniky inspiroval, aby pokračovali ve studiu architektury na Dánské královské akademii výtvarných umění v Kodani. Jeho soutěžní projekt na koncertní sál ve Vennelystparken byl považován za jednu z nejpozoruhodnějších interpretací neoklasicismu té doby, získal 1. cenu, ale k jeho zklamání stavební zakázku nedostal. Později však uspěl s několika menšími projekty a prvním významným úkolem byla výstavba bytových domů v Aarhusu, v ulici Stadion Allé (1930). Oženil se 17. listopadu 1933 s Ellen Møller Skjødsholmovou (1890–1972), dcerou redaktora a vydavatele.

### Aarhuská univerzita
O vznik univerzity usilovala místní samospráva i podnikatelé již od roku 1921. Důvodem byla nejen značná vzdálenost do Kodaně, ale též velký nárůst zájmu o studium po první světové válce, takže kapacity vysokých škol v hlavním městě nestačily. Aarhuská univerzita byla založena 11. září 1928 (původně s poněkud odlišným názvem) a zpočátku měla jen desítky studentů. Výuka probíhala v zapůjčených prostorách, takže potřeba výstavby vlastního kampusu byla naléhavá. Poté, co v roce 1929 obec darovala univerzitě poměrně rozsáhlé pozemky, byla v roce 1930 vypsána architektonická soutěž.
Povl Stegmann, který na cestách po Evropě studoval současnou univerzitní architekturu a v roce 1931 navštívil Německo, se částečně inspiroval odborářskou vysokou školou ADBG (Allgemeinen Deutschen Gewerkschaftsbundes) v Bernau u Berlína, kterou navrhl švýcarský architekt Hannes Meyer, druhý ředitel Bauhausu.
Povl Stegmann společně se svým spolužákem z dob studií architektury v Kodani Kayem Fiskerem a mladším kolegou Christianem Frederikem Møllerem předložili ucelené řešení ve stylu dánského funkcionalismu. Celý areál byl rozdělen na několik menších částí, každá byla pečlivě přizpůsobena a začleněna do místní zvlněné krajiny za pomoci dalšího architekta, kterým byl krajinářský specialista Carl Theodor Sørensen. Jejich společný návrh získal v roce 1931 první cenu a brzy začala realizace, byť s menšími úpravami proti vítěznému projektu. 
První budovy komplexu byly dokončeny v roce 1933. Původně v nich sídlily katedry chemie, fyziky a anatomie (později se přestěhovaly do novějších budov). Slavnostní otevření nového kampusu se uskutečnilo 11. září 1933 za účasti krále Kristiána X., královny Alexandry, jejich syna korunního prince Frederika a předsedy vlády Thorvalda Stauninga spolu s tisícovkou pozvaných hostů. Poprvé byl také oficiálně použit nový, dodnes používaný název univerzity.
Ale když se Povl Stegmann stal v roce 1937 ředitelem technické školy v Aalborgu a současně dostal na starost ještě také plánování rezidencí profesorů této střední školy, z konsorcia pro výstavbu univerzity vystoupil. Stavba dalších budov kampusu pokračovala celá 30. léta a menším tempem také po obsazení Dánska nacisty. V roce 1942 byla přerušena i spolupráce s Kayem Fiskerem a tak Christian Frederik Møller zůstal na dokončení Aarhuské univerzity sám. V roce 1943 byla hotova většina kampusu, chyběla však rozestavěná hlavní budova. 

### Texty oarchitektuře
V druhé polovině 30. let bylo dle jeho projektů uskutečněno ještě několik menších staveb. Povl Stegmann je také připomínán díky své podrobné analýze samostatně stojícího rodinného domu z roku 1933, která se stala de facto povinnou četbou pro několik generací dánských architektů. Napsal několik dalších článků do odborných časopisů a jeho text v novinách ze srpna 1937 je považován za významný příspěvek k překonání odporu proti projektu nové radnice v Aarhusu.

## Oběť německé okupace
Za druhé světové války, během nacistické okupace Dánska, byl Povl Stegmann aktivním účastníkem dánského hnutí odporu. Byl zastřelen v listopadu 1944 před svým domem v Aalborgu. Když se vracel do bytu, čekali na něj dva muži z tzv. Peterovy odvetné skupiny. Jedním z vrahů byl kolaborant Kai Henning Bothildsen Nielsen, který byl během okupace nejaktivnějším Dánem, pokud jde o odvetný teror. Povl Stegmann je pohřben na hřbitově v rodném Aarhusu.

## Fotogalerie
Jak je uvedeno výše, od roku 1937 se Povl Stegmann na stavbě kampusu univerzity již přímo nepodílel. První část však byla dokončena v roce 1933 ještě za jeho účasti a rovněž části dostavěné do roku 1943 odpovídají do velké míry původnímu projektu, jehož je spoluautorem.

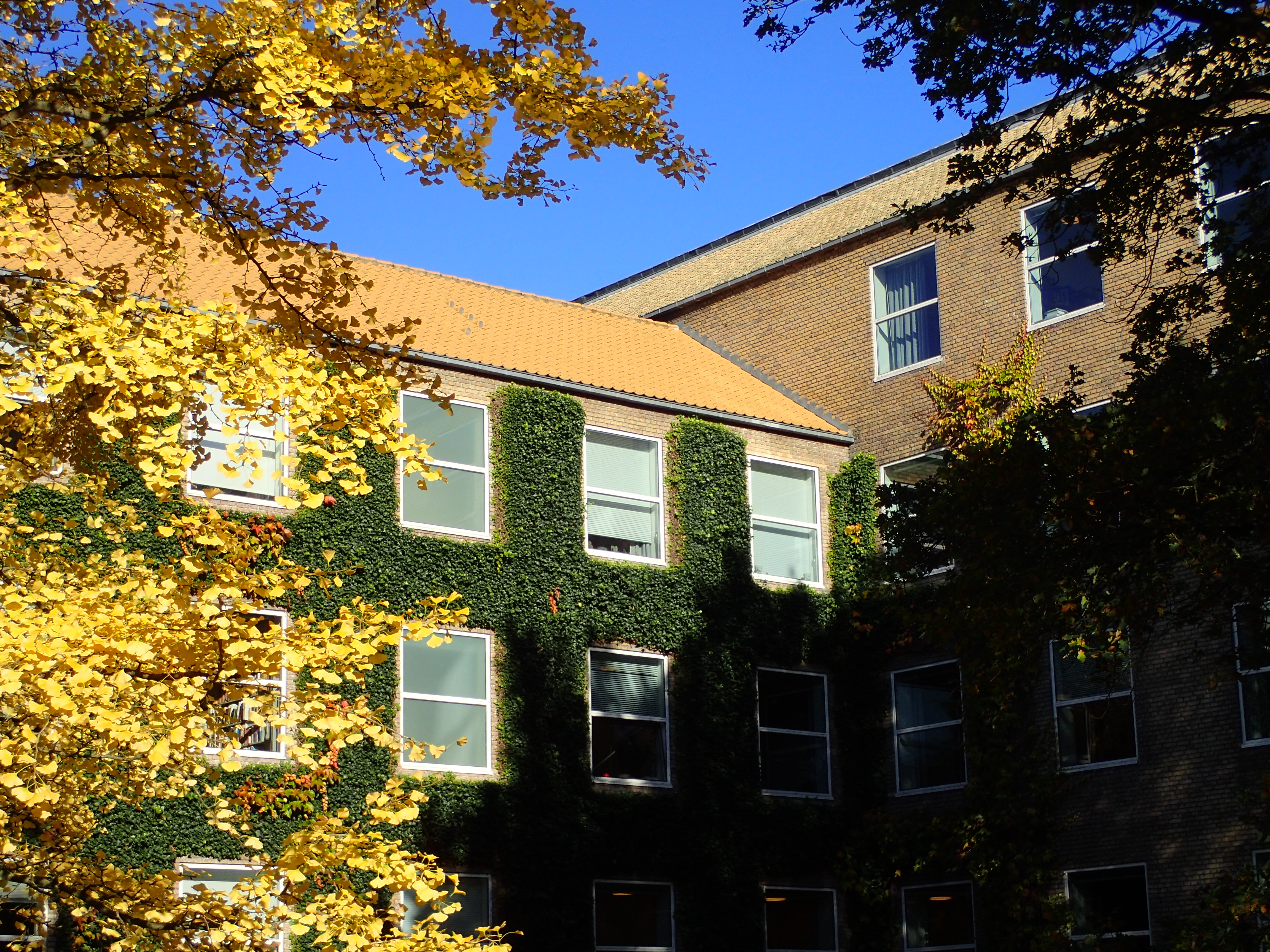
Jedna z budov univerzity
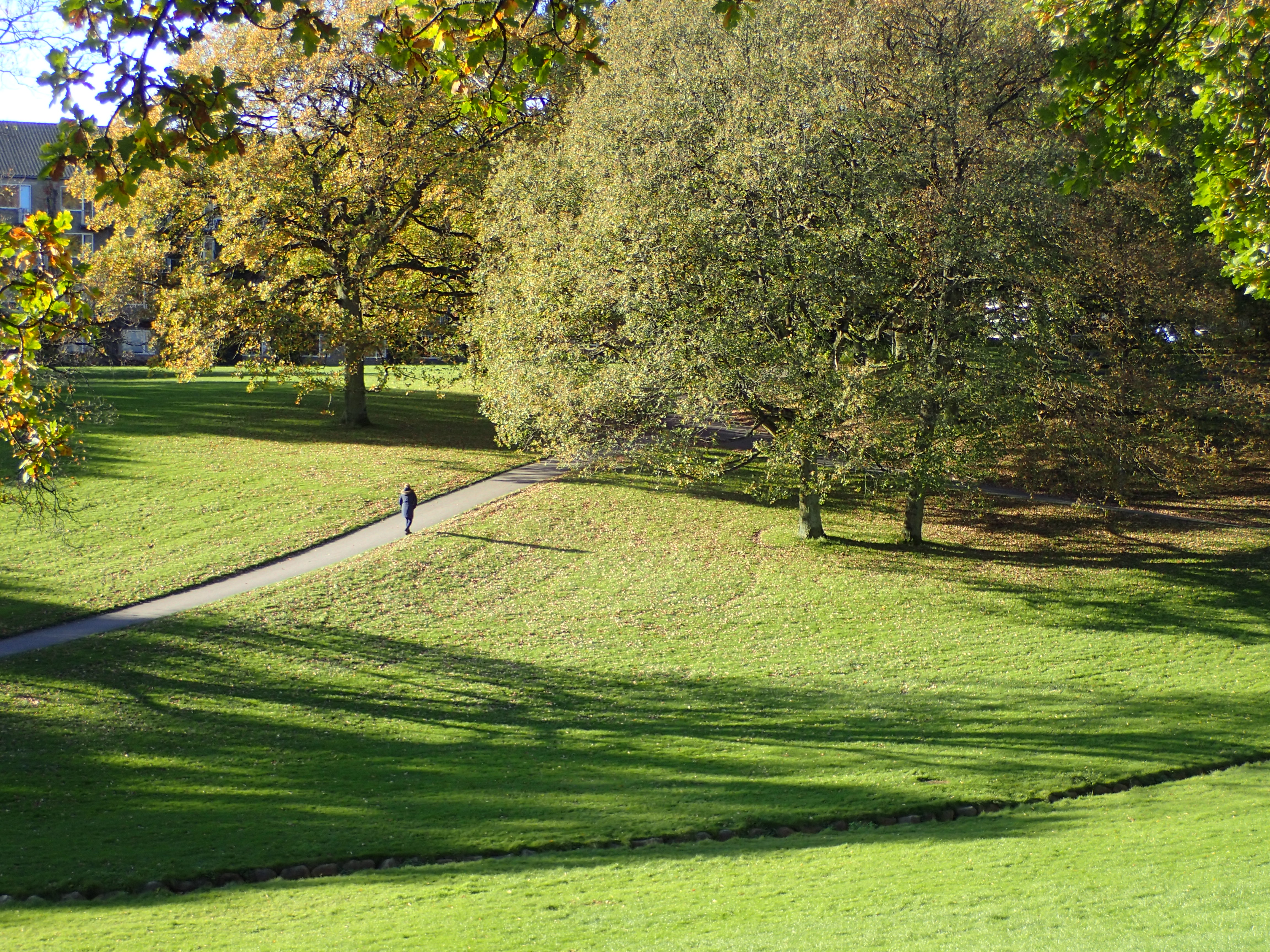
Univerzitní park, v pozadí jedna z budov
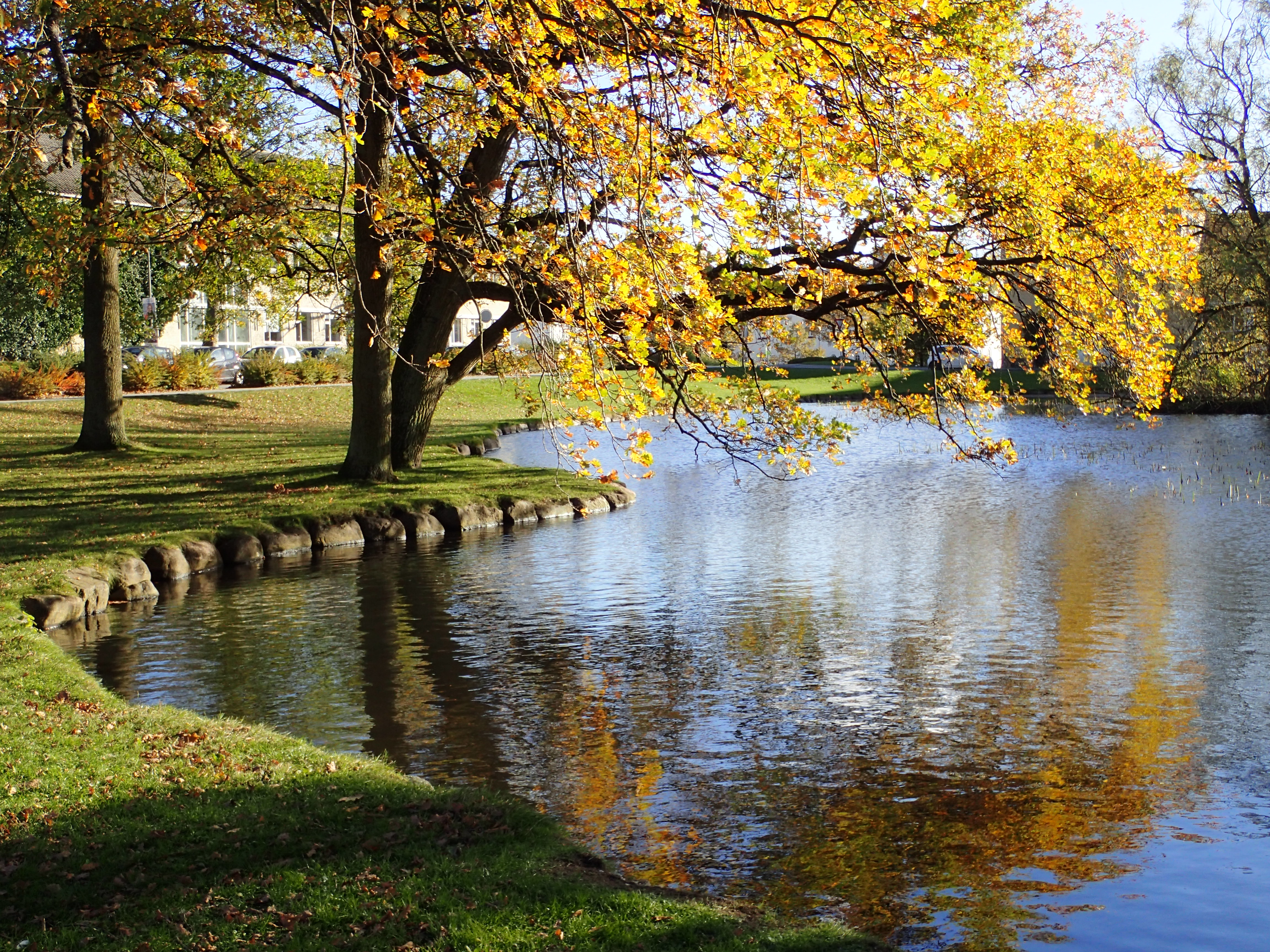
Jezírko v parku